# Pipile pipile
A Jacutinga-de-Trinidad, também cujubi ou cujubi-assobiador, (Pipile pipile, sin. Aburria pipile) é uma espécie de ave da família Cracidae endêmica de Trinidad.